# Meutersweg 4 (Korschenbroich)

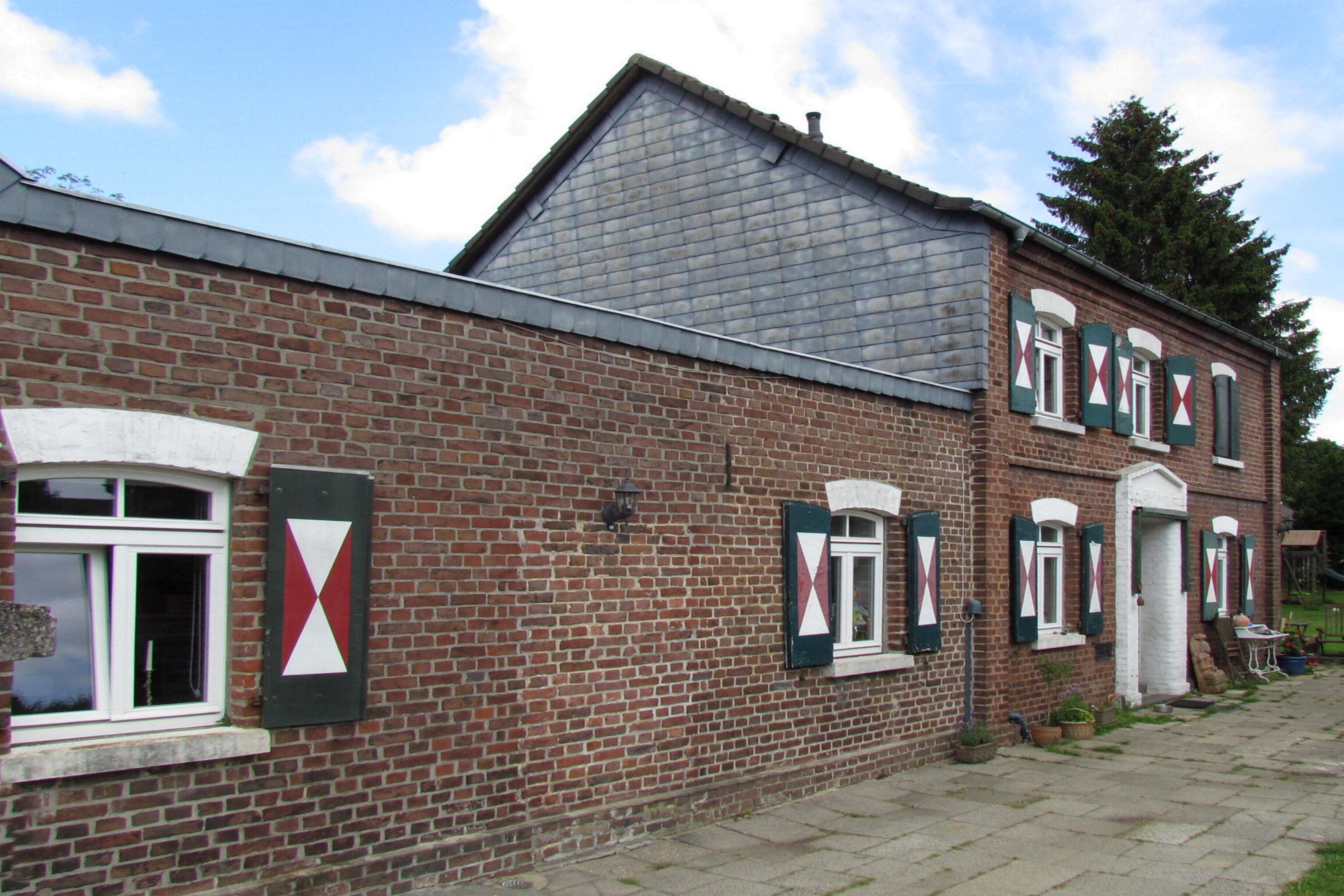
Wohnhaus

Das Fachwerkhaus Meutersweg 4 steht in Korschenbroich im Rhein-Kreis Neuss in Nordrhein-Westfalen.
Das Gebäude wurde 1860 erbaut und unter Nr. 195 am 19. September 2007 in die Liste der Baudenkmäler in Korschenbroich eingetragen.